# スーリヤ・バハドゥル・タパ

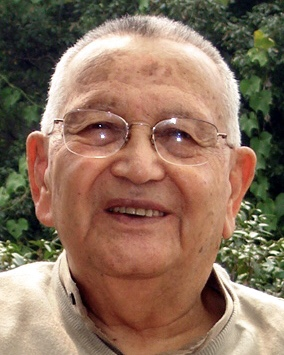
スーリヤ・バハドゥル・タパ

スーリヤ・バハドゥル・タパ（ネパール語：सूर्य बहादुर थापा、英: Surya Bahadur Thapa、1928年3月21日 - 2015年4月15日）は、ネパールの保守政治家。3人の国王の下で5回、首相を務めた。旧王党派。一人の息子と、三人の娘がいる。
首相の任期は次の通り。
- 1963年 - 1964年
- 1965年 - 1969年
- 1979年 - 1983年
- 1997年 - 1998年
- 2003年 - 2004年

はじめの3回は無政党で、後の二回は国民民主党（タパ派）に属した。

## 生涯
1928年3月21日、タパはダンクタ州ムガで生まれた。その後、インドのアラーハーバード大学を卒業（教養学士）。クルクシェートラ大学から名誉文学博士の称号を授与されている。
1963年、マヘンドラ国王から首相に任命されたのをはじめ、その後もビレンドラの治世でも首相に任命されている。ロケンドラ・バハドゥル・チャンダと対立関係にあり、それぞれの首相在任期間中にたびたび内閣不信任案を出している。
2003年6月4日、チャンダが辞任したことにより、タパはギャネンドラ国王により、5度目の首相に任命された。
2004年5月7日、国民の不満の高まりにより、国王独裁を手放すことを余儀なくされたとき、辞任した。後任にはシェール・バハドゥル・デウバが就任した。
2015年4月15日、ニューデリーの病院で死去した。